# جاستن هان
جاستن هان (بالإنجليزية: Justin Han)‏ هو لاعب تنس الطاولة أسترالي، ولد في 9 أغسطس 1991 في هاربن في الصين.

## وصلات خارجية
- جاستن هان على موقع أوليمبيديا (الإنجليزية)
- جاستن هان على موقع اللجنة الأولمبية الأسترالية (الإنجليزية)
- جاستن هان على موقع اتحاد ألعاب الكومنولث (مؤرشف) (الإنجليزية)